# NGC 5930
NGC 5930 (również PGC 55080 lub UGC 9852) – galaktyka spiralna z poprzeczką (SBb/P), znajdująca się w gwiazdozbiorze Wolarza. Odkrył ją William Herschel 18 marca 1787 roku. Galaktyka ta oddziałuje grawitacyjnie z sąsiednią NGC 5929. Para ta została skatalogowana jako Arp 90 w Atlasie Osobliwych Galaktyk Haltona Arpa i znajduje się w odległości około 117 milionów lat świetlnych od Ziemi.